# Brandon Cunniff
Brandon Cunniff (né le 7 octobre 1988 à Arcadia, Californie, États-Unis) est un lanceur de relève droitier qui a joué pour les Braves d'Atlanta dans la Ligue majeure de baseball de 2015 à 2016.

## Carrière
Joueur des Coyotes de l'université d'État de Californie à San Bernardino, Brandon Cunniff est repêché au 27e tour de sélection par les Marlins de la Floride en 2010. Il ne joue que 18 matchs de ligues mineures en 2010 avant d'être libéré de son contrat par les Marlins. Il évolue ensuite 3 ans dans la Frontier League, une ligue indépendante. Mis sous contrat par les Braves d'Atlanta en 2013, il est 3e de tous les lanceurs des ligues mineures en 2014 pour la moyenne de points mérités (1,59 en 68 manches lancées) et la moyenne au bâton des adversaires (,187), des statistiques compilées entre les niveaux A+ et AA. 
Il amorce la saison 2015 dans l'effectif des Braves d'Atlanta et fait ses débuts dans le baseball majeur à l'âge de 26 ans comme lanceur de relève face aux Marlins de Miami le 7 avril 2015.